# Ołeh Szumowycki
Ołeh Serhijowycz Szumowycki, ukr. Олег Сергійович Шумовицький, ros. Олег Сергеевич Шумовицкий, Oleg Siergiejewicz Szumowicki (ur. 21 maja 1964 w Winnicy) – ukraiński piłkarz, grający na pozycji bramkarza, trener piłkarski.

## Kariera piłkarska
Najpierw występował w amatorskich zespołach Intehrał Winnica i Podilla Kyrnasiwka. Latem 1996 został piłkarzem Fortuny Szarogród, w barwach której debiutował w Drugiej Lidze. 11 listopada 1998 strzelił gola w meczu z Wiktora Zaporoże. Latem 1999 został zaproszony do Nywy Winnica, ale rozegrał tylko jedno spotkanie. Bronił również barw amatorskiego zespołu Dowirja-Nywa Winnica, w którym zakończył karierę piłkarza.

## Kariera trenerska
Karierę szkoleniowca rozpoczął po zakończeniu kariery piłkarza. Najpierw pracował w Szkole Sportowej w Winnicy. Po dymisji Ołeha Fedorczuka 20 października 2011 pełnił obowiązki głównego trenera Nywy Winnica, którą kierował z przerwami do rozwiązania klubu 7 lipca 2012. W 2013 trenował zespół amatorski Nywa-Switanok Winnica. Od początku do września 2018 roku pomagał trenować bramkarzy Nywy Winnica. 26 stycznia 2019 ponownie dołączył do sztabu szkoleniowego Nywy Winnica, gdzie objął stanowisko asystenta głównego trenera klubu. 26 listopada 2019 po zwolnieniu głównego trenera rozpoczął pełnić obowiązki głównego trenera, a 22 grudnia 2019 został mianowany na stanowisko głównego trenera Nywy.